# Marcel Witeczek
Marcel Witeczek (* 18. Oktober 1968 in Tychy, Polen) ist ein ehemaliger deutscher Fußballspieler.

## Karriere

### Vereine
Marcel Witeczek wurde in Tychy in Polen geboren und spielte in seiner Geburtsstadt auf der Straße Fußball. Im Alter von 13 Jahren überredeten seine Freunde ihn, dem örtlichen Fußballklub beizutreten, doch kurze Zeit später kehrte er mit seinen Eltern aus einem Urlaub in Deutschland nicht zurück. Witeczek, dessen Eltern den Aussiedlerstatus erhielten, begann daraufhin in der C-Jugend des Postsportvereins Oberhausen mit dem Fußballspielen. Nach eineinhalb Jahren bei Rot-Weiß Oberhausen wechselte er 1985 im Alter von 16 Jahren in die Jugendabteilung von Bayer 05 Uerdingen, die ihn mit einem Ausbildungsvertrag zum Einzelhandelskaufmann ausstatteten. Seine Familie zog in eine Werkwohnung der Bayer AG um; sein Vater erhielt eine neue Anstellung. Von 1986 bis 1991 gehörte er der ersten Mannschaft der Uerdinger an, für die er 142 Spiele bestritt und 22 Tore erzielte. Sein Debüt gab er am 8. August 1986 (1. Spieltag) – in der 81. Minute für Werner Buttgereit eingewechselt – beim 2:0-Sieg im Auswärtsspiel gegen den FC 08 Homburg; sein erstes Tor bedeutete am 8. November (13. Spieltag) beim 3:1-Heimsieg über den VfL Bochum auch den Endstand. In seiner ersten Saison kam er zu einem Spiel im DFB-Pokal und drei Spielen im UEFA-Pokal. Nach einem Weltturnier mit der deutschen U-20-Nationalmannschaft im Jahr 1987, bei dem er Torschützenkönig wurde, hatte er ein Angebot der AS Monaco vorliegen, das er nicht annahm.
1991 wechselte Witeczek zum 1. FC Kaiserslautern, für den er zwei nationale und zehn internationale Pokalspiele bestritt. 1993 ging er zum FC Bayern München, mit dem er 1994 und 1997 deutscher Meister und in der Saison 1995/96 UEFA-Pokal-Sieger wurde. In den beiden Halbfinalspielen gegen den FC Barcelona erzielte er im Hinspiel den zwischenzeitlichen 1:1-Ausgleich (Endergebnis 2:2) und im Rückspiel in Barcelona den Treffer zum 2:0 für den FC Bayern, der mit einem 2:1-Erfolg die Finalspiele gegen Girondins Bordeaux erreichte. Bei den beiden siegreichen Partien gegen die Franzosen kam er jedoch nur zu zwei Kurzeinsätzen.
1997 wechselte Witeczek zu Borussia Mönchengladbach; mit dem Verein stieg er 1999 in die 2. Bundesliga ab und 2001 wieder auf. Nach zwei weiteren Spielzeiten wechselte er Verein und Spielklasse: Für die SG Wattenscheid 09 war er zunächst in der Regionalliga Nord und eine Saison in der Oberliga Westfalen (4. Liga) aktiv. Seine Fußballerkarriere ließ er nach Abschluss der Saison 2006/07 in Baden-Württemberg beim Landesligisten FC 07 Albstadt ausklingen.
Insgesamt bestritt Witeczek 410 Bundesliga- (50 Tore), 64 Zweitliga- (9 Tore) und 29 Regionalligaspiele (3 Tore) sowie 23 nationale (1 Tor) und 32 internationale Pokalspiele (9 Tore).

### Nationalmannschaft
Witeczek spielte in seiner Jugend in der Schülernationalmannschaft als Stürmer. Mit der U-17-Mannschaft wurde er 1985 und mit der U-20-Mannschaft 1987 jeweils Zweiter der Weltmeisterschaft, dazu wurde er bei beiden Turnieren Torschützenkönig (1985: 6 Spiele, 8 Tore / 1987: 6 Spiele, 7 Tore).
Für die U-21-Nationalmannschaft wurde er neunmal berufen. Sein Debüt gab er am 26. April 1988 in Kreuzlingen beim 8:0-Sieg gegen die Schweizer Auswahl, zu dem er zwei Tore – zum 1:0 und 4:0 – beisteuerte. Sein letztes Spiel für diese Auswahlmannschaft bestritt er im Viertelfinal-Hinspiel der U-21-Europameisterschaft am 14. März 1990 in Simferopol beim 1:1 gegen die Sowjetunion.

## Erfolge
- UEFA-Pokal-Sieger: 1996
- Deutscher Meister: 1994, 1997
- DFB-Supercup: 1991
- Intertotocupsieger: 1988, 1990
- Zweiter der U-20-Weltmeisterschaft 1987
- Zweiter der U-16-Weltmeisterschaft 1985
- Deutscher A-Juniorenmeister: 1987

## Sonstiges
Witeczek spielt seit 2006 in der Betriebssportgemeinschaft AOK Rheinland/Hamburg, deren Ziel es ist, über den Sport Kontakt zu Partnerunternehmen aufzubauen und zu pflegen. Für die Betriebssportgemeinschaft absolvierte Witeczek bislang 45 Spiele und erzielte 38 Tore und wurde in den Jahren 2006, 2008, 2009 und 2010 AOK-Bundespokalsieger. Des Weiteren gewann er 2006 und 2008 den AOK-Krankenhaus-Cup.
Witeczek war nach seiner Fußballkarriere als Triathlet und Ausdauersportler aktiv. Er nahm an Marathon-Wettkämpfen teil und absolvierte im Triathlon auch die Ironman-Distanz.
In den 2010er Jahren organisierte er gemeinsam mit seinem ehemaligen Gladbacher Mannschaftskollegen Michael Klinkert im Auftrag des AOK-Bildungszentrums Turniere, Trainingseinheiten und Lehrgänge für Kinder und Jugendliche.